# NGC 193
NGC 193 (również PGC 2359 lub UGC 408) – galaktyka eliptyczna (E/SB0), znajdująca się w gwiazdozbiorze Ryb. Odkrył ją William Herschel 21 grudnia 1786 roku.